# Григорьева, Нина Ильинична
Ни́на Ильи́нична Григо́рьева (7 декабря 1938, Чиричкасы, Цивильский район, Чувашская АССР — 14 апреля 2025, Чебоксары) — советская и российская театральная актриса и педагог. Народная артистка РСФСР (1986).

## Биография
Родилась 7 декабря 1938 года в деревне Чиричкасы Цивильского района.
В 1961 году окончила ГИТИС (1961).
Дебютировала в Чувашском драматическом театре в дипломном спектакле «Ромеопа Джульетта» (Ромео и Джульетта) У. Шекспира в роли Джульетты.
В 1986—1996 годах возглавляла Чувашское отделение Союза театральных деятелей Российской Федерации. С 2000 года преподавала на кафедре актёрского искусства Чувашского государственного института культуры и искусств.
Скончалась 14 апреля 2025 года на 87-м году жизни в Чебоксарах Республики Чувашия.

## Семья
Муж — Николай Данилович Григорьев (р. 1939), народный артист РСФСР (1990).
- две дочери
  - трое внуков[5].

## Творчество
Сыграла более пятидесяти ведущих ролей, в числе которых:
- Селиме — «Хура çăкăр» (Чёрный хлеб, по одноимённому роману Н. Ф. Ильбекова)
- Ахмур — «Çĕрпе хĕр» (Земля и девушка) Н. Т. Терентьева
- Илем — «Телейпе Илем» (Счастье и Красота) И. А. Петровой
- Айгуль — «Айкуль çĕршывĕнче» (Страна Айгуль) Мустая Карима
- Асель — «Манăн хĕрлĕ тутăрлă тополĕм» (Тополёк мой в красной косынке, по одноимённой повести Ч. Айтматова)
- Нарспи — по поэме К. В. Иванова «Нарспи»
- Невеста — «Юнлă туй» (Кровавая свадьба) Гарсиа Лорки
- Эрпике — «Тутимĕр» (Тудимер) Я. Г. Ухсая
- Пинерби — «Айтар» П. Н. Осипова
- Лариса Огудалова — «Бесприданница» А. Н. Островского
- Лидия — «Варвары» М. Горького
- Аксинья — «Тихий Дон» (по одноимённому роману М. А. Шолохова)
- Варька — «Уçнă çерем» (Поднятая целина, по одноимённому роману М. А. Шолохова)
- Анисья — «Çын куççулĕ çĕре ÿкмест» (Власть тьмы) Л. Н. Толстого.

## Награды
- Премия Комсомола Чувашии имени М. Сеспеля (1967)
- Заслуженная артистка Чувашской АССР (1968)
- Народная артистка Чувашской АССР (1975)
- Заслуженная артистка РСФСР (1979)
- Государственная премия Чувашской АССР им. К. В. Иванова (1980)
- Народная артистка РСФСР (1986)[3]
- премия им. В. Митты[6]
- Медаль ордена «За заслуги перед Чувашской Республикой» (2008)[6]
- Орден «За заслуги перед Чувашской Республикой» (2013)
- Почётная грамота Президента Российской Федерации (5 апреля 2019) — за заслуги в развитии отечественной культуры и искусства, многолетнюю плодотворную деятельность[7]
- Почётный гражданин Цивильского района[3].
- Памятная медаль «100-летие образования Чувашской автономной области» (2020)